# 본시
본시(本始)는 중국 전한(前漢) 선제(宣帝)의 첫 번째 연호이다. 기원전 73년에서 기원전 70년까지 4년 동안 사용하였다.

## 연대대조표
| 본시                | 원년        | 2년         | 3년         | 4년         |
| 서력                | 기원전 73년 | 기원전 72년 | 기원전 71년 | 기원전 70년 |
| 육십간지 (六十干支) | 무신(戊申)  | 기유(己酉)  | 경술(庚戌)  | 신해(辛亥)  |

## 같이 보기
- 중국의 연호

| 이전 연호 원평(元平) | 중국의 연호 전한(前漢) | 다음 연호 지절(地節) |